# Jelena Ćetković
Jelena Ćetković črnogorska revolucionarka, partizanka ter narodna herojinja, * 21. avgust 1916, Cetinje, † 14. maj 1943, Beograd.

## Življenje
Z revolucionarno miselnostjo se je srečala že v mladosti, zato je leta 1936 vstopila v Komunistično partijo Jugoslavije in je kmalu postala znana kot ena najbolj zagretih komunistk v Beogradu.
Med okupacijo Jugoslavije je bila članica Rajonskega komiteja Partije „Centar“. Na začetku Narodnoosvobodilnega boja je najprej delovala kot kurirka partizanskega odreda v Bosni. Januarja 1942 se je, po nalogu partije, vrnila v okupirani Beograd, kjer je postala sekretarka Mestnega komiteja KPJ za Beograd. Njena naloga je bila obnoviti delo Beograjskega komiteja, katerega delovanje je bilo okrnjeno zaradi aretacij njegovih najpomembnejših članov in organiziranje nadaljevanja boja proti okupatorju v glavnem mestu.  Leta 1942 je začela organizirati atentat na namestnika upravnika koncentracijskega taborišča Banjica, zloglasnega agenta Specijalne policije Đorđa Kosmajca. Ustanovila je udarno skupino, zadolženo za izvedbo atentata, za datum akcije pa je določila 6. marec 1942. Tri dni pred izvedbo atentata, 3. marca 1942 so jo aretirali.
Med preiskavo so jo v zaporu mučili, ko pa je policija izvedela, da je bila ona odgovorna za atentat, ki so ga pripadniki udarne enote izvedli na dogovorjeni datum, so mučenje še stopnjevali. Na koncu so jo, paralizirano zaradi poškodb hrbtenice, ki so nastale med mučenjem, 11. aprila 1942, prepeljali v koncentracijsko taborišče Banjica. 14. maja 1943 so jo ustrelili na taboriščnem dvorišču.

### Zapuščina
Za narodno herojinjo je bila proglašena je 5. julija 1952. 
Po njej so poimenovali ulice v Beogradu, Kragujevcu, Kraljevu, Lazarevcu, Nišu, Podgorici, Požarevcu, Šidu, Subotici in Vranju. ter šolo v beograjski občini Zvezdara.